# بارویل-ان-گتینه
بارویل-ان-گتینه (به فرانسوی: Barville-en-Gâtinais) یک کمون (فرانسه) در فرانسه است که در canton of Beaune-la-Rolande واقع شده‌است. بارویل-ان-گتینه ۱۰٫۲۹ کیلومتر مربع مساحت دارد.